# 莫米尔·布拉托维奇
莫米尔·布拉托维奇（1956年9月21日—2019年6月30日），蒙特內哥羅政治人物，塞尔维亚族人，曾任东欧剧变後蒙特內哥羅共和國第一任總統。

## 生平
1956年生于贝尔格莱德。父亲是南斯拉夫人民軍的一名军人。莫米尔·布拉托维奇在5岁时随家人搬至克罗地亚扎达尔，此后在那里他读小学和中学。1975年，他到铁托格勒经济学院读大学，期间活跃于学生组织。毕业后留校任助教，同时攻读经济学硕士学位。在大学里，他还加入了南斯拉夫共產主義者聯盟。在1988年底至1989年初的反官僚主义革命中，他享有很高的公众声誉。他是塞尔维亚总统斯洛博丹·米洛舍维奇的支持者。
1989年4月，他在黑山共产主义者联盟第十次代表大会上成功当选为中央委员会主席。1990年，南斯拉夫的各构成共和国开始举行多党制选举。在同年12月23日举行的第二轮选举投票中，他获得了76.09％的选票，成功当选南斯拉夫黑山共和国主席团主席。
一年之后，黑山共产主义者联盟改组为黑山社会主义者民主党，他成功当选该党的第一任主席。他主张黑山与塞尔维亚组建南斯拉夫联盟共和国。在1992年12月的大选中，他领导的执政党在共和国议会85个席位中占了46席。但是在共和国总统选举中，他和前南斯拉夫社会主义联邦共和国主席团副主席科斯蒂奇得票最多，但都没有超过半数。在1993年1月10日举行的第二轮总统选举中，他获得了多数选票，成功连任黑山总统。1995年4月，他与前来访问的时任中华人民共和国外交部长钱其琛会见。
1997年，他的5年任期即将结束，为了重新获得对黑山社会主义者民主党的实际控制权并确保在下届选举中获得连任，他与时任总理久卡諾維奇为首的一派发生了尖锐的冲突。他主张加强黑山与塞尔维亚的关系，并支持南斯拉夫联盟共和国总统米洛舍维奇及塞尔维亚执政的社会党所奉行的内外政策。而久卡诺维奇则主张黑山获得更大的自主权。1997年7月，该党全国委员会举行闭门会议，决定让米莉察·佩亚诺维奇-久里希奇出任党主席。同年8月，在第三次党代表大会中，他重新当选为党主席，并决定将久卡諾維奇及19名党总部委员“开除出党”。在1997年10月5日举行的第一轮总统选举中，他获得了47.45％的选票，但未超过半数。在10月19日举行的第二轮总统选举中，他以微弱票数输给了久卡诺维奇。他质疑选举结果，试图检举违规行为，但没有成功。
1998年2月18日，他将黑山社会主义者民主党自己的派系改组为黑山社会主义人民党，并当选为该党第一任主席。此后不久，他领导该党与塞爾維亞社會黨在南斯拉夫联盟共和国议会结成联盟。同年5月18日下午，南斯拉夫联盟共和国议会两院分别以多数票通过了对总理及其政府的不信任案，罢免了总理孔蒂奇的职务。他被提名为新一任总理人选，并在20日就职。在5月底举行的黑山议会选举中，他领导的黑山社会主义人民党赢得29个席位，仅次于以久卡诺维奇为首的“让我们生活得更好”联盟。
1999年3月至6月，北约轰炸南斯拉夫。他曾多次公开强调科索沃问题是南斯拉夫联盟共和国内部事务，决不允许外国势力以军事手段进行干预。1999年8月，他对南斯拉夫联盟共和国政府进行重大改组，加强执政党塞爾維亞社會黨同塞尔维亚激进党之间的合作。2000年6月，与时任全国人大常委会委员长李鹏会见。
2000年9月，他支持的总统候选人米洛舍维奇在南斯拉夫联盟共和国总统选举中失利。10月9日，他向新当选的南斯拉夫联盟共和国总统科什图尼察提出辞职。直到11月4日产生新政府。与此同时，他在黑山社会主义人民党内的影响力随之下降。2001年1月底，他辞去该党主席职务，另建黑山人民社会党。让人们意外的是，他没有担任该党的领导职务，这是因为他打算退出政坛。
2001年4月，该党在黑山大选中仅获得2.92％的选票，略低于3％的门槛，没有得到议会席位。此后，他一直担任该党名誉主席，直至2009年并入新塞族民主党。
2019年6月30日，在黑山首都波德戈里察首都市逝世，终年62岁。7月2日葬于拉恰村。